# 1924–1925-ös svájci labdarúgó-bajnokság (első osztály)
Az 1924–1925-ös Swiss Serie A volt a 28. alkalommal megrendezett, legmagasabb szintű labdarúgó-bajnokság Svájcban.
A címvédő a Zürich volt. A szezont a Servette csapata nyerte, a bajnokság történetében negyedjére.

## Keleti csoport
| Hely. | Csapat               | M  | Gy | D | V  | G+ | G– | Gk  | P  | Továbbjutás vagy kiesés |
| ----- | -------------------- | -- | -- | - | -- | -- | -- | --- | -- | ----------------------- |
| 1.    | Young Fellows Zürich | 16 | 13 | 1 | 2  | 56 | 28 | +28 | 27 | Továbbjutó              |
| 2.    | St. Gallen           | 16 | 11 | 1 | 4  | 28 | 20 | +8  | 23 |                         |
| 3.    | Grasshoppers         | 16 | 9  | 1 | 6  | 40 | 38 | +2  | 19 |                         |
| 4.    | Zürich               | 16 | 9  | 0 | 7  | 50 | 33 | +17 | 18 |                         |
| 5.    | Veltheim             | 16 | 7  | 1 | 8  | 27 | 29 | −2  | 15 |                         |
| 6.    | Blue Stars Zürich    | 16 | 7  | 0 | 9  | 38 | 43 | −5  | 14 |                         |
| 7.    | Winterthur           | 16 | 4  | 3 | 9  | 32 | 45 | −13 | 11 |                         |
| 8.    | Lugano               | 16 | 4  | 2 | 10 | 30 | 44 | −14 | 10 |                         |
| 9.    | Brühl                | 16 | 2  | 3 | 11 | 22 | 43 | −21 | 7  |                         |

## Központi csoport
| Hely. | Csapat          | M  | Gy | D | V  | G+ | G– | Gk  | P  | Továbbjutás vagy kiesés |
| ----- | --------------- | -- | -- | - | -- | -- | -- | --- | -- | ----------------------- |
| 1.    | Bern            | 16 | 9  | 5 | 2  | 25 | 10 | +15 | 23 | Továbbjutó              |
| 2.    | Aarau           | 16 | 8  | 4 | 4  | 25 | 17 | +8  | 20 |                         |
| 3.    | Old Boys        | 16 | 7  | 5 | 4  | 33 | 23 | +10 | 19 |                         |
| 4.    | Basel           | 16 | 7  | 5 | 4  | 15 | 13 | +2  | 19 |                         |
| 5.    | Young Boys      | 16 | 7  | 3 | 6  | 26 | 18 | +8  | 17 |                         |
| 6.    | Nordstern Basel | 16 | 5  | 4 | 7  | 17 | 13 | +4  | 14 |                         |
| 7.    | Grenchen        | 16 | 4  | 4 | 8  | 17 | 23 | −6  | 12 |                         |
| 8.    | Concordia Basel | 16 | 4  | 4 | 8  | 15 | 25 | −10 | 12 |                         |
| 9.    | Luzern          | 16 | 2  | 4 | 10 | 12 | 43 | −31 | 8  |                         |

## Nyugati csoport
| Hely. | Csapat                   | M  | Gy | D | V  | G+ | G– | Gk  | P  | Továbbjutás vagy kiesés |
| ----- | ------------------------ | -- | -- | - | -- | -- | -- | --- | -- | ----------------------- |
| 1.    | Servette                 | 16 | 12 | 3 | 1  | 38 | 12 | +26 | 27 | Továbbjutó              |
| 2.    | Lausanne Sports          | 16 | 10 | 3 | 3  | 31 | 19 | +12 | 23 |                         |
| 3.    | Étoile Carouge           | 16 | 9  | 4 | 3  | 37 | 14 | +23 | 22 |                         |
| 4.    | Étoile La Chaux-de-Fonds | 16 | 7  | 3 | 6  | 20 | 18 | +2  | 17 |                         |
| 5.    | Fribourg                 | 16 | 6  | 4 | 6  | 21 | 26 | −5  | 16 |                         |
| 6.    | La Chaux-de-Fonds        | 16 | 3  | 7 | 6  | 15 | 21 | −6  | 13 |                         |
| 7.    | Cantonal Neuchâtel       | 16 | 4  | 4 | 8  | 21 | 31 | −10 | 12 |                         |
| 8.    | Urania Genève Sport      | 16 | 2  | 3 | 11 | 16 | 32 | −16 | 7  |                         |
| 9.    | Montreux Sports          | 16 | 2  | 3 | 11 | 16 | 42 | −26 | 7  |                         |

## Döntő
| Hely. | Csapat               | M | Gy | D | V | G+ | G– | Gk | P | Továbbjutás vagy kiesés |
| ----- | -------------------- | - | -- | - | - | -- | -- | -- | - | ----------------------- |
| 1.    | Servette             | 2 | 1  | 1 | 0 | 1  | 0  | +1 | 3 | Bajnok                  |
| 2.    | Bern                 | 2 | 1  | 0 | 1 | 4  | 3  | +1 | 2 |                         |
| 3.    | Young Fellows Zürich | 2 | 0  | 1 | 1 | 2  | 4  | −2 | 1 |                         |